# روبرت اندروز (سياسي)
روبرت اندروز (بالإنجليزية: Robert Andrews) هو سياسي أمريكي، ولد في 1748 في بنسيلفانيا في الولايات المتحدة، وتوفي في 1804.